# Walls of Jericho
Walls of Jericho es una banda de hardcore de Estados Unidos formada en 1998 en Detroit, Míchigan. Walls of Jericho es conocida no solo por ser la  banda de Chris Rawson, sino también porque ha logrado equilibrar la vieja escuela hardcore y thrash metal con una ferocidad y dedicación sin igual por muchos de sus contemporáneos. 
Wes Keely (batería), Chris Rawson (guitarra), Aaron Ruby (bajo), y Mike Hasty (guitarra), antiguos miembros de la banda Earth Mover, se reunieron en septiembre de 1998 junto con Candace Kucsulain  (vocalista).

## Historia
En abril de 1999, la banda publicó un EP 7" a través de Underestimated, que fue seguido poco después por otro CD que contiene dicho EP y demos, titulado A Day and a Thousand Years, que fue publicado por Eulogy Recordings y Genet.
Gracias a sus giras internacionales sumados sus EP logran firmar con Ferret y Truskill Records.
Se firmó un acuerdo con este último, lo que resultó en la creación de su primer álbum de larga duración, de diciembre de 1999, The Bound Feed The Gagged.
Después de otra serie de giras en 2001, Wes Keeley abandona la banda para estudiar en Seattle, Washington.
Frustrados por sus intentos de reemplazarlo, decidieron tomarse un receso, poco tiempo después del anuncio, Kucsulain pasó a ser aprendiz de piercing, mientras que el resto de la banda hacia un proyecto alterno llamado It's All Gone to Hell.
Pero dos años más tarde volvieron, con un nuevo baterista, Alexi Rodríguez, integrante de la banda crust/hardcore Catharsis con energía renovada para crear música juntos.
Su siguiente álbum, All Hail The Dead, apareció a principios de 2004 a través de Truskill Records.
Rodríguez repentinamente dejó la banda en diciembre, pero la búsqueda de un sustituto en esta ocasión fue mucho más fácil, ya que no se esperaban que su viejo amigo y exbaterista de Premonitions of War, Dustin Schoenhofer, se les uniera a principios de 2005.
Una cadena de espectáculos con Bullet for My Valentine se realizó en la primavera de 2006, además de tocar con All That Remains y Unearth, antes de que la banda participara en la segunda etapa del verano en el Ozzfest. Grabado en Cleveland con el productor Ben Schigel (Zao, Chimaira), su tercera larga duración, With Devils Amongst Us All, se publicó ese mismo verano.

## Miembros del grupo

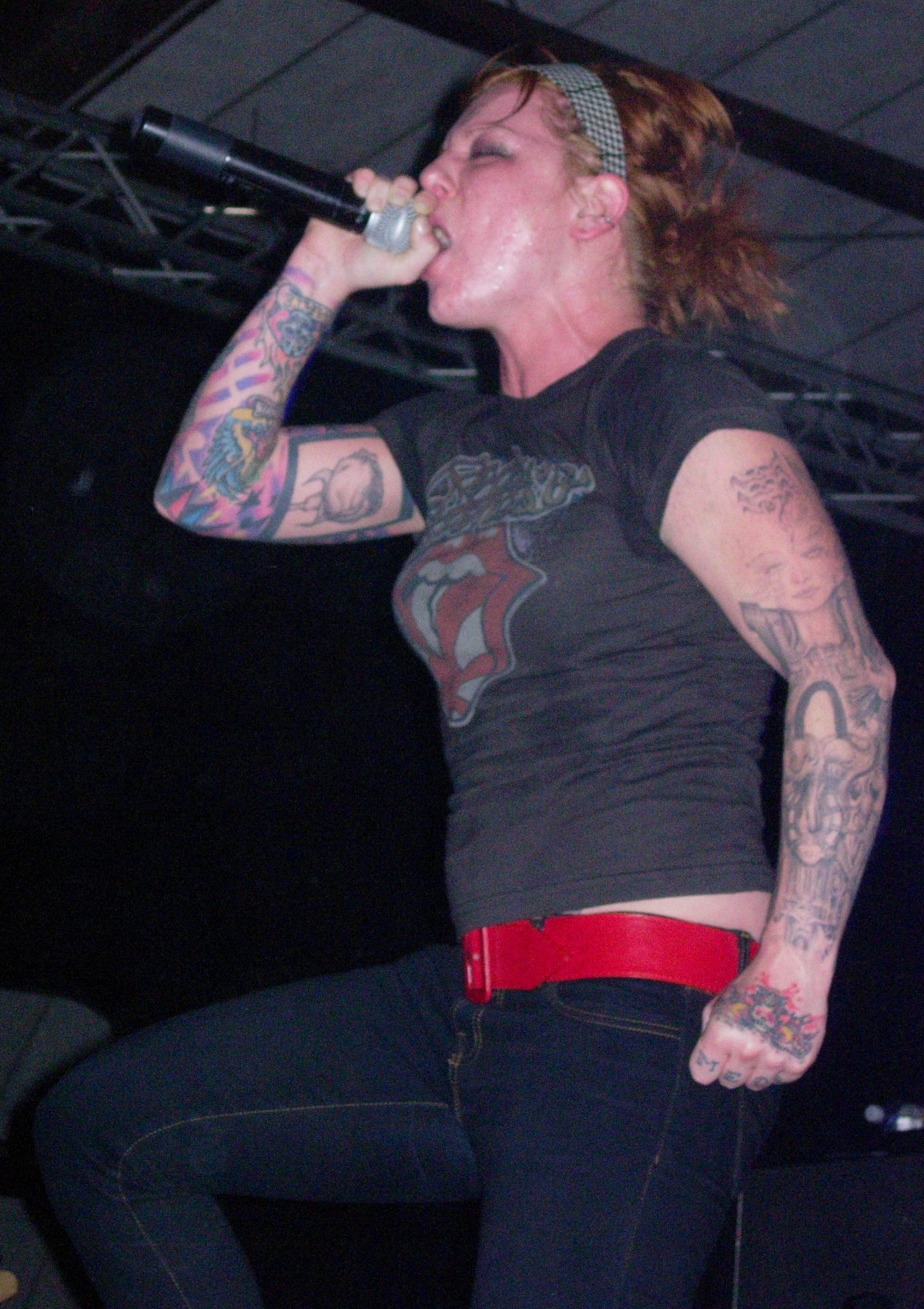
Candace Kucsulain.

### Miembros actuales
- Candace Kucsulain, vocalista.
- Aaron Ruby, bajo.
- Dustin Schoenhofer, batería.
- Chris Rawson, guitarra rítmica.
- Mike Hasty, guitarra solista.

### Antiguos miembros
- Rich Thurston, guitarra rítmica (2003).
- Wes Keely, batería (1998-2001).
- Derek Grant, batería (2001).
- Alexei Rodríguez, batería (2003-2004) (batería en All Hail the Dead).

## Discografía

### LP
- The Bound Feed the Gagged (1999).
- All Hail the Dead (2004).
- With Devils Amongst Us All (2006).
- The American Dream (2008).
- No One Can Save You From Yourself (2016).

### EP
- A Day and a Thousand Years (1999).
- From Hell (2006).
- Redemption (2008).